# Космос-2290
Космос-2290 је један од преко 2400 совјетских вјештачких сателита лансираних у оквиру програма Космос.
Космос-2290 је лансиран са космодрома Тјуратам, Бајконур, Казахстан, 26. августа 1994. Ракета-носач је поставила сателит у орбиту око планете Земље. 